# Багатофункціональний комплекс «H-Tower»
БФК «H-Tower» — 26-поверховий готель-хмарочос у Києві.

## Історія будівництва

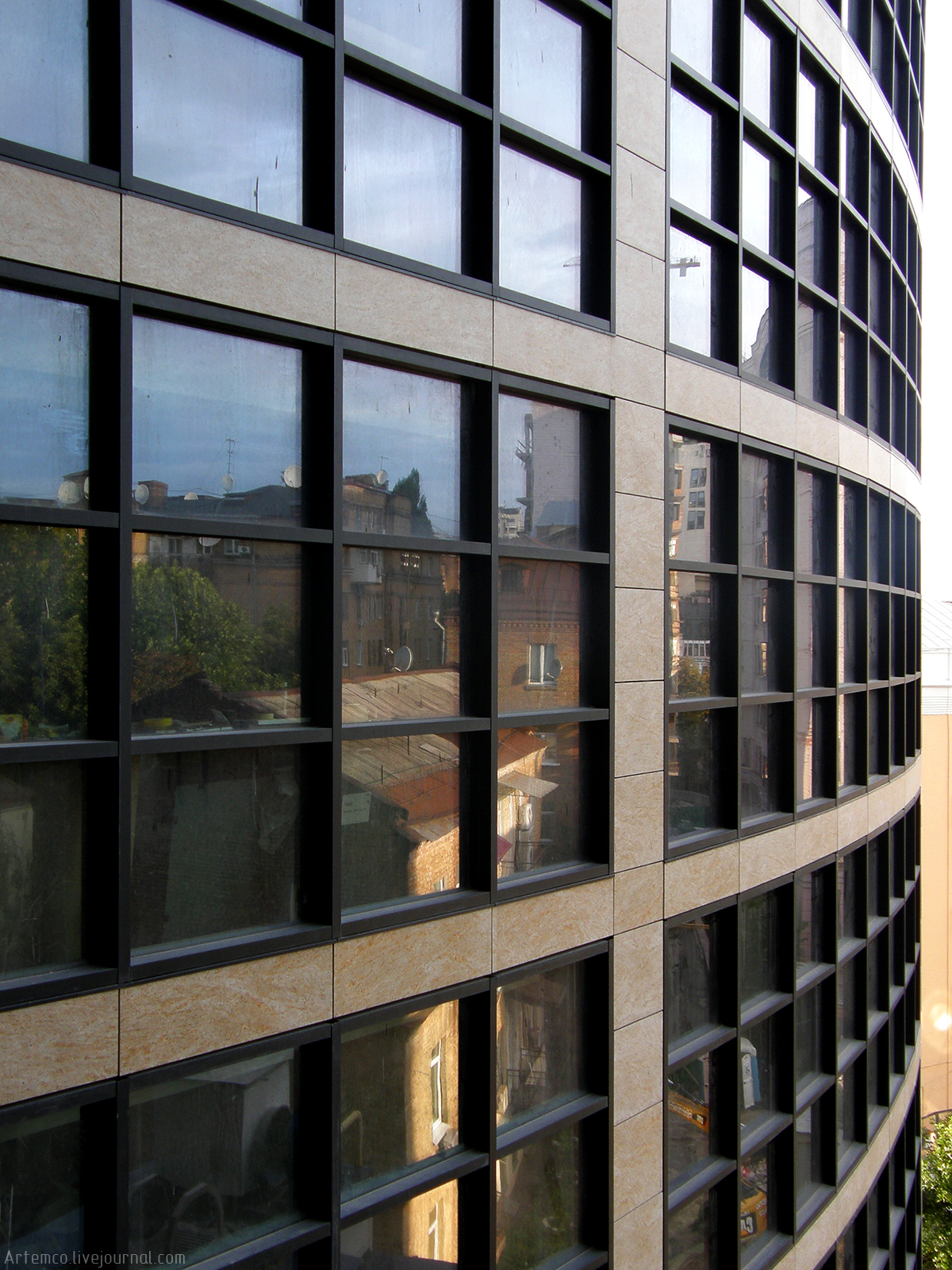
фрагмент фасаду H-Tower

Збудувати готель по бульвару Шевченка було заплановано 1996 року архітектором Бабушкіним.
За його проектом будівля мала мати фасад з помаранчевого скла та 13 поверхів.
У 2006 році було вирішено, що готель буде належати міжнародній мережі Hilton, новий 26-поверховий проект розробила компанія «Сіферт-Київ» на чолі з Джоном Сіфертом, в кінці року почалось його будівництво.
В липні 2011 року готель досяг максимальної висоти, були збудовані всі 26 поверхів, почалось скління фасаду. Готель має 257 номерів.
Хмарочос знаходиться за адресою бульвар Тараса Шевченка, 30, поблизу м. Університет та Ботанічного саду ім. Фоміна.

## Готель «Гілтон»
П'ятизірковий готель у Києві міжнародної мережі Hilton займає 3–8 поверхи з 26.
Готель був готовий до заселення в березні 2014.
У 2018 році відбулися Четверта щорічна Конференція з демократичного врядування від Міжнародного республіканського інституту, VI міжнародна конференція «Black Sea Oil Trade-2018», Конференція «Належне відправлення правосуддя — запорука громадської довіри до суду» від USAID. З 2014 по 2017 роки готель був локацією щорічної конференції від найдавнішого українського англомовного видання Kyiv Post — Tiger Conference., яку відвідали понад 400 українських та світових лідерів.